# Gymnammodytes
Gymnammodytes è un genere di pesci ossei marini appartenenti alla famiglia Ammodytidae.

## Distribuzione e habitat
Il genere ha un areale disgiunto con una specie nelle acque sudafricane del Capo di Buona Speranza e dell'Oceano Indiano adiacente, una nel mar Mediterraneo e una nel mar del Nord e nell'Oceano Atlantico nordorientale.
Vivono in acque marine costiere del piano infralitorale, spesso in pochi centimetri d'acqua. Popolano unicamente fondali sabbiosi.

## Specie
- Gymnammodytes capensis
- Gymnammodytes cicerelus
- Gymnammodytes semisquamatus